# Frans Peeraer
Frans Peeraer (15 de fevereiro de 1913 - 28 de março de 1988) foi um futebolista belga que competiu na Copa do Mundo FIFA de 1934.